# Bataille de l'Utus
La bataille de l'Utus voit s'affronter les Huns d'Attila aux troupes romaines du général Arnegiscle sur les bords de la rivière Utus (en bulgare Вит, Vit) en Dacie ripuaire (actuelle Bulgarie) en 447. Il s'agit du dernier affrontement entre les Huns et l'Empire romain d'Orient, dans la tentative de ce dernier d'empêcher une invasion hunnique. La bataille est sanglante et le nombre de victimes élevé dans chaque camp ; cependant la défaite romaine est totale. Le magister militum Arnegiscle est tué les armes à la main. Les Huns en profitent pour piller toute la Thrace mais les lourdes pertes subies et la reconstruction en hâte des murs de Constantinople les dissuadent d'assiéger la ville.
Les détails sur la campagne d'Attila qui culmine avec la bataille de l'Utus, ainsi que les évènements qui suivent, sont incertains. Seulement quelques courts passages de sources byzantines (Romana de Jordanès, la chronique du comte Marcellin et la Chronicon Paschale) nous sont parvenues. Comme pour l'ensemble des activités des Huns d'Attila dans les Balkans, les indices fragmentaires ne permettent pas une reconstruction indiscutable des évènements.

## Contexte
En 443, à la suite de l'arrêt du tribut leur étant versé par l'Empire romain d'Orient, les Huns d'Attila envahissent et ravagent les régions balkaniques de l'Empire. En 447, Attila envahit à nouveau la région.

## Bataille
Une puissante force romaine, sous les ordres du magister utriusque militiae de Thrace Arnegiscle, quitte sa base à Marcianopolis et se dirige vers l'ouest. Elle affronte l'armée hunnique aux bords de l'Utus, dans la province romaine de Dacie ripuaire. Arnegiscle est l'un des commandants romains battus lors de la campagne d'Atilla en 443.
Les Romains, selon la plupart des historiens modernes, sont vaincus lors de la bataille,,,,,, mais il semble que les pertes aient été sévères des deux côtés,,. Son cheval ayant été tué, Arnegiscle continua à se battre à pied jusqu'à ce qu'il soit abattu par les Huns.

## Conséquences
Après la bataille, la ville de Marcianopolis est détruite par les Huns. La ville reste ravagée jusqu'à ce que l'empereur Justinien la restaure un siècle plus tard. Pire encore, Constantinople, la capitale de l'Empire romain d'Orient, est sous la menace directe des Huns, car ses murs ont été en partie détruits lors d'un tremblement de terre en janvier 447. Contre toute attente, le préfet du prétoire de l'Empire Romain d'Orient, Constantin, parvient néanmoins à réparer les murs en seulement deux mois en mobilisant la main-d'œuvre de la ville, avec l'aide des factions de l'hippodrome . Ces réparations hâtives, combinées au transfert en hâte d'un corps de soldats isauriens à Constantinople et les lourdes pertes subies par l'armée des Huns durant la bataille d'Utus, dissuadent Attila d'assiéger Constantinople.
Attila marche plutôt vers le sud et dévaste les provinces balkaniques sans défenses (dont l'Illyrie, la Thrace, la Mésie, la Scythie et les deux provinces romaines de Dacie) jusqu'à être refoulé aux Thermopyles. Callinicus de Rufinianae écrit dans sa Vie d'Hypatios, qui vit toujours en Thrace à cette époque, que « plus de cent villes furent capturées, Constantinople fut presque en danger et la plupart des hommes l'ont fui » ; ce témoignage est probablement exagéré. La paix n'est restaurée qu'à la signature d'un traité un an plus tard, en 448. Par ce traité, l'empereur d'Orient Théodose II accepte de payer à Attila un tribut ponctuel de 6 000 livres d'or et assortie d'une nouvelle livraison de 2 000 livres chaque année. De plus, un no man's land en territoire romain est créé, servant de zone tampon ; il s'étend sur 300 miles de Singidunum à Novae, avec une profondeur de 100 miles, soit l'équivalent d'un trajet de cinq jours au sud du Danube,,.